# Disavow-Datei
Eine Disavow-Datei (disavow englisch für „leugnen“ bzw. "sich von etwas distanzieren") ist eine Möglichkeit, unerwünschte Verweise auf die eigene Seite für die Suchmaschine Google zu entwerten. Unter bestimmten Umständen können eingehende und minderwertige Links die Bewertung einer Website durch Google beeinflussen. Durch die Nutzung der Disavow-Datei kann man vereinfacht gesagt, unerwünschte Backlinks Google gegenüber für ungültig erklären.
Ziel ist es, negative Effekte im Ranking, wie eine Herabstufung oder Entfernung einer Seite oder Domain aus dem Google-Suchindex, zu verhindern. Auch andere Suchmaschinenanbieter wie z. B. Bing bieten mittlerweile diese Funktionalität an.

## Geschichte
Das Disavow-Tool wurde im Oktober 2012 von Google veröffentlicht. Es ist ein Bestandteil der Google Search Console (früher Google Webmaster Tools) und hat den Effekt, dass alle in der Datei aufgeführten Links entwertet werden, d. h. für das Ranking nicht mehr betrachtet werden. Dies entspricht also der Auszeichnung der Links mit nofollow.

## Beispiele für minderwertige Links
Beispiele für minderwertige Links laut den Qualitätsrichtlinien von Google sind:
- Links aus Footern und Sitebars
- Übermäßiger Linktausch
- Gekaufte Links, selbst wenn diese mit Produktproben „bezahlt“ wurden
- Links von automatisch generierten Seiten
- Links aus Verzeichnissen mit minderwertiger Qualität
- Links innerhalb von Widgets
- Forenposts bzw. -signaturen mit optimierten Anchortexten

## Beispielaufbau
Im Folgenden ist ein Beispiel für den Inhalt einer Textdatei angegeben. Kommentarzeilen beginnen mit einer Raute #. Die Textdatei muss mit der UTF-8- oder 7-Bit-ASCII-Kodierung vorliegen.
```
# example.com removed most links, but missed these

http://spam.example.com/stuff/comments.html

http://spam.example.com/stuff/paid-links.html

# Contacted owner of shadyseo.com on 7/1/2012 to
# ask for link removal but got no response
domain:shadyseo.com
[
4
]
```

## Anwendung
Zur Umsetzung muss eine Textdatei (mit der Dateiendung „.txt“) mit den zu entwertenden Links erstellt und über das Tool „Links für ungültig erklären“ aus der Google Search Console für die betreffende Domain hochgeladen werden. Die Größe der Disavow-Datei muss sich innerhalb einer Grenze bewegen: Es müssen gleichzeitig weniger als 100.000 Zeilen und weniger als 2 MB sein. Beim Hochladen der Disavow-Datei gibt Google folgenden Warnhinweis aus: „Es handelt sich hierbei um eine erweiterte Funktion, die nur mit Vorsicht eingesetzt werden sollte. Bei unsachgemäßer Verwendung kann sie sich nachteilig auf das Abschneiden Ihrer Website in den Suchergebnissen von Google auswirken“. Aus diesem Grund wird empfohlen, dass dieser Vorgang nur mit Bedacht durchgeführt wird.
Disavow-Dateien müssen sowohl für jede Subdomain als auch für jedes Übertragungsprotokoll (http und https) separat eingereicht werden.